# Loon Lake (Washington)
Loon Lake az Amerikai Egyesült Államok északnyugati részén, Washington állam Stevens megyéjében elhelyezkedő statisztikai település. A 2010. évi népszámlálási adatok alapján 783 lakosa van.

## Éghajlat
| Hónap                         | Jan.  | Feb.  | Már.  | Ápr.  | Máj. | Jún. | Júl. | Aug. | Szep. | Okt.  | Nov.  | Dec.  | Év    |
| ----------------------------- | ----- | ----- | ----- | ----- | ---- | ---- | ---- | ---- | ----- | ----- | ----- | ----- | ----- |
| Rekord max. hőmérséklet (°C)  | 13,9  | 16,7  | 26,1  | 32,8  | 37,8 | 42,2 | 41,7 | 43,3 | 40,0  | 33,3  | 20,6  | 20,0  | 43,3  |
| Átlagos max. hőmérséklet (°C) | 1,1   | 5,0   | 10,6  | 15,6  | 20,6 | 24,4 | 29,4 | 30,0 | 24,4  | 15,0  | 5,0   | 0,0   | 15,1  |
| Átlagos min. hőmérséklet (°C) | −6,7  | −6,1  | −2,8  | 0,0   | 3,9  | 7,2  | 8,9  | 7,8  | 3,3   | −1,1  | −3,3  | −7,8  | 0,3   |
| Rekord min. hőmérséklet (°C)  | −38,9 | −38,9 | −28,9 | −11,1 | −8,9 | −3,9 | −3,9 | −1,7 | −11,1 | −16,7 | −28,3 | −36,1 | −38,9 |
| Átl. csapadékmennyiség (mm)   | 56    | 45    | 53    | 42    | 50   | 45   | 27   | 20   | 21    | 30    | 71    | 65    | 525   |
| Forrás: The Weather Channel   |       |       |       |       |      |      |      |      |       |       |       |       |       |

## Népesség
A 2010-es népszámláláskor  783 lakója, 333 háztartása és 238 családja volt. A népsűrűség 92,8 fő/km2. A lakóegységek száma 512, sűrűségük 60,7 db/km2. A lakosok 94%-a fehér, 0,4%-a afroamerikai, 2,2%-a indián, 0,1%-a ázsiai,   3,3%-a pedig kettő vagy több etnikumú. A spanyol vagy latino származásúak aránya 1,8% (1,5% mexikói,   0,3% egyéb spanyol vagy latino származású.)
A háztartások 21%-ában élt 18 évnél fiatalabb. 57,4% házas, 9,6% egyedülálló nő, 4,5% egyedülálló férfi, 28,5% pedig nem család. 22,5% egyedül élt; 9,9%-uk 65 éves vagy idősebb. Egy háztartásban átlagosan 2,35 személy élt; a családok átlagmérete 2,74 fő.
A medián életkor 52,2 év volt. Lakóinak 20,4%-a 18 évesnél fiatalabb, 2,8% 18 és 24 év közötti, 16,4%-uk 25 és 44 év közötti, 34%-uk 45 és 64 év közötti, 25%-uk pedig 65 éves vagy idősebb. A lakosok 49,2%-a férfi, 50,8%-a pedig nő.